# タデウス・ウォード
タデウス・J・ウォード（Thaddeus J. Ward, 1997年1月16日 - ）は、アメリカ合衆国フロリダ州リー郡フォートマイヤーズ出身のプロ野球選手（投手）。右投右打。MLBのボルチモア・オリオールズ傘下所属。

## 経歴

### プロ入りとレッドソックス傘下時代
2018年のMLBドラフト5巡目（全体160位）でボストン・レッドソックスから指名され、プロ入り。契約後、傘下のA-級ローウェル・スピナーズでプロデビュー。11試合に先発登板して0勝3敗、防御率3.77、27奪三振を記録した。
2019年はA級グリーンビル・ドライブとA+級セイラム・レッドソックスでプレーし、2球団合計で25試合に先発登板して8勝5敗、防御率2.14、157奪三振を記録した。
2020年はCOVID-19の影響でマイナーリーグの試合が開催されなかったため、公式戦の登板は無かった。
2021年は5月のマイナーリーグ開幕からAA級ポートランド・シードッグスで2試合に先発登板していたが、6月にトミー・ジョン手術を受けたため、以降は全休した。
2022年はルーキー級フロリダ・コンプレックスリーグ・レッドソックス、A級セイラム、A+級グリーンビル、AA級ポートランドでプレーし、4球団合計で13試合に先発登板して0勝2敗、防御率2.28、66奪三振を記録した。オフにはアリゾナ・フォールリーグに参加し、スコッツデール・スコーピオンズに所属した。

### ナショナルズ時代
2022年12月7日にルール・ファイブ・ドラフトでワシントン・ナショナルズから指名され、移籍した。
2023年の開幕はメジャーで迎え、4月1日のアトランタ・ブレーブス戦でメジャーデビューを果たした。その後、7月3日以降は故障に悩まされ続け、メジャーに再昇格するどころかAAA級ロチェスター・レッドウィングスでも登板が無いままシーズンが終了した。結局、この年メジャーでは26試合に登板して35回1/3イニングを投げたものの、勝敗なし、防御率6.37、WHIP.1.61と苦戦した。
2024年の開幕はAAA級ロチェスターで迎えた。ただ、メジャーに昇格することが一度も出来ないままシーズンが終了した。

### オリオールズ傘下時代
2024年11月4日にレネ・ピントとともにボルチモア・オリオールズへ移籍した。移籍した当初はメジャー契約であったが、12月6日にAAA級ノーフォーク・タイズの所属に切り替わった。

## 投球スタイル
80mph台前半のスライダーや80mph台後半のカッターなど変化球は横方向が主体である。速球系では92～96mphのツーシームを投げる。

## 詳細情報

### 年度別投手成績
| 年 度    | 球 団    | 登 板 | 先 発 | 完 投 | 完 封 | 無 四 球 | 勝 利 | 敗 戦 | セ 丨 ブ | ホ 丨 ル ド | 勝 率 | 打 者 | 投 球 回 | 被 安 打 | 被 本 塁 打 | 与 四 球 | 敬 遠 | 与 死 球 | 奪 三 振 | 暴 投 | ボ 丨 ク | 失 点 | 自 責 点 | 防 御 率 | W H I P |
| -------- | -------- | ----- | ----- | ----- | ----- | -------- | ----- | ----- | -------- | ----------- | ----- | ----- | -------- | -------- | ----------- | -------- | ----- | -------- | -------- | ----- | -------- | ----- | -------- | -------- | ------- |
| 2023     | WSH      | 26    | 0     | 0     | 0     | 0        | 0     | 0     | 0        | 0           | ----  | 160   | 35.1     | 29       | 7           | 28       | 1     | 2        | 30       | 1     | 0        | 26    | 25       | 6.37     | 1.61    |
| MLB：1年 | MLB：1年 | 26    | 0     | 0     | 0     | 0        | 0     | 0     | 0        | 0           | ----  | 160   | 35.1     | 29       | 7           | 28       | 1     | 2        | 30       | 1     | 0        | 26    | 25       | 6.37     | 1.61    |

- 2024年度シーズン終了時

### 年度別守備成績
| 年 度 | 球 団 | 投手（P） | 投手（P） | 投手（P） | 投手（P） | 投手（P） | 投手（P） |
| 年 度 | 球 団 | 試 合     | 刺 殺     | 補 殺     | 失 策     | 併 殺     | 守 備 率  |
| ----- | ----- | --------- | --------- | --------- | --------- | --------- | --------- |
| 2023  | WSH   | 26        | 4         | 4         | 0         | 1         | 1.000     |
| MLB   | MLB   | 26        | 4         | 4         | 0         | 1         | 1.000     |

- 2024年度シーズン終了時

### 背番号
- 68（2023年）